# Pokrovsk (Sacha)
Pokrovsk (russo: Покровск) è una città della Russia situata nella Sacha-Jakuzia, nella Siberia settentrionale, nell'estremo oriente russo, sul fiume Lena, 70 chilometri a sud della capitale del territorio, Jakutsk.
Pokrovsk fu fondata dai cosacchi nel 1682 con il nome di Karaulnyj Mys (in russo Kapayлный Mйс?). In seguito il nome fu tramutato in Pokrovskoe (in russo Покровское?).
La città ricevette lo status di villaggio urbano e le venne tramutato il nome in quello di oggi, Pokrovsk, nel 1941, mentre lo status di città lo ricevette nel 1998. La popolazione, secondo il censimento del 2007 ammonta a 10 100 abitanti.
| 1989  | 1996  | 2000   | 2002   | 2010   |
| ----- | ----- | ------ | ------ | ------ |
| 9 283 | 8 300 | 10 100 | 10 092 | 10 223 |